# América Latina Olé Tour
América Latina Olé Tour bylo koncertní turné britské rockové skupiny The Rolling Stones. Turné bylo zahájeno koncertem v Santiagu de Chile a bylo zakončeno koncertem v Havaně na Kubě.

## Setlist
1. "Start Me Up"
2. "It's Only Rock 'n Roll (But I Like It)"
3. "Tumbling Dice"
4. "Out of Control"
5. "Wild Horses"
6. "Paint It Black"
7. "Honky Tonk Women"
8. "Jumpin' Jack Flash"
9. "You Got the Silver"
10. "Before They Make Me Run"
11. "Midnight Rambler"
12. "Miss You"
13. "Gimme Shelter"
14. "Sympathy for the Devil"
15. "Brown Sugar"
16. "You Can't Always Get What You Want" (přídavek)
17. "(I Can't Get No) Satisfaction" (přídavek)

## Sestava
The Rolling Stones
- Mick Jagger – zpěv, kytara, harmonika, perkuse
- Keith Richards – kytara, zpěv
- Ronnie Wood – kytara
- Charlie Watts – bicí

Ostatní hudebníci
- Darryl Jones – baskytara
- Chuck Leavell – hudební režie, klávesy, doprovodné vokály
- Matt Clifford – klávesy, perkuse, lesní roh, voiceover
- Bernard Fowler – doprovodné vokály, perkuse
- Sasha Allen – doprovodné vokály, duet s Jaggerem v písni "Gimme Shelter"
- Karl Denson – saxofon
- Tim Ries – saxofon, klávesy

## Seznam koncertů
| Datum           | Město          | Stát          | Místo                         | Počet diváků      | Hrubý výdělek | Předkapela                   |
| Jižní Amerika   | Jižní Amerika  | Jižní Amerika | Jižní Amerika                 | Jižní Amerika     | Jižní Amerika | Jižní Amerika                |
| --------------- | -------------- | ------------- | ----------------------------- | ----------------- | ------------- | ---------------------------- |
| 3. února 2016   | Santiago       | Chile         | Estadio Nacional              | 62,412 / 62,412   | 6,160,725 $   | Los Tres                     |
| 7. února 2016   | La Plata       | Argentina     | Estadio Ciudad de La Plata    | 155,184 / 155,184 | 17,637,161 $  | Ciro y los Persas, La Beriso |
| 10. února 2016  | La Plata       | Argentina     | Estadio Ciudad de La Plata    | 155,184 / 155,184 | 17,637,161 $  | Ciro y los Persas, La Beriso |
| 13. února 2016  | La Plata       | Argentina     | Estadio Ciudad de La Plata    | 155,184 / 155,184 | 17,637,161 $  | Ciro y los Persas, La Beriso |
| 16. února 2016  | Montevideo     | Uruguay       | Estadio Centenario            | 61,445 / 61,445   | 7,596,103 $   | Boomerang                    |
| 20. února 2016  | Rio de Janeiro | Brazílie      | Estádio do Maracanã           | 60,051 / 60,051   | 5,588,851 $   | Ultraje a Rigor, Dr Pheabes  |
| 24. února 2016  | São Paulo      | Brazílie      | Estádio do Morumbi            | 135,656 / 135,656 | 12,255,726 $  | Titãs                        |
| 27. února 2016  | São Paulo      | Brazílie      | Estádio do Morumbi            | 135,656 / 135,656 | 12,255,726 $  | Titãs                        |
| 2. března 2016  | Porto Alegre   | Brazílie      | Estádio Beira-Rio             | 49,073 / 49,073   | 8,095,011 $   | Cachorro Grande, Dr Pheabes  |
| 6. března 2016  | Lima           | Peru          | Estadio Monumental            | 47,199 / 47,199   | 8,095,011 $   | Frágil a Andrés Dulude       |
| 10. března 2016 | Bogotá         | Kolumbie      | Estadio El Campín             | 40,785 / 40,785   | 6,905,869 $   | Diamante Eléctrico           |
| 14. března 2016 | Mexiko         | Mexiko        | Foro Sol                      | 117,567 / 117,567 | 13,213,298 $  | Little Jesus                 |
| 17. března 2016 | Mexiko         | Mexiko        | Foro Sol                      | 117,567 / 117,567 | 13,213,298 $  | Little Jesus                 |
| 24. března 2016 | Havana         | Kuba          | Ciudad Deportiva de La Habana | 500,000 / 500,000 | zdarma        | —                            |
| Celkem          | Celkem         | Celkem        | Celkem                        | 1,229,292         | 83,894,323 $  |                              |